# Montaigut-le-Blanc, Puy-de-Dôme

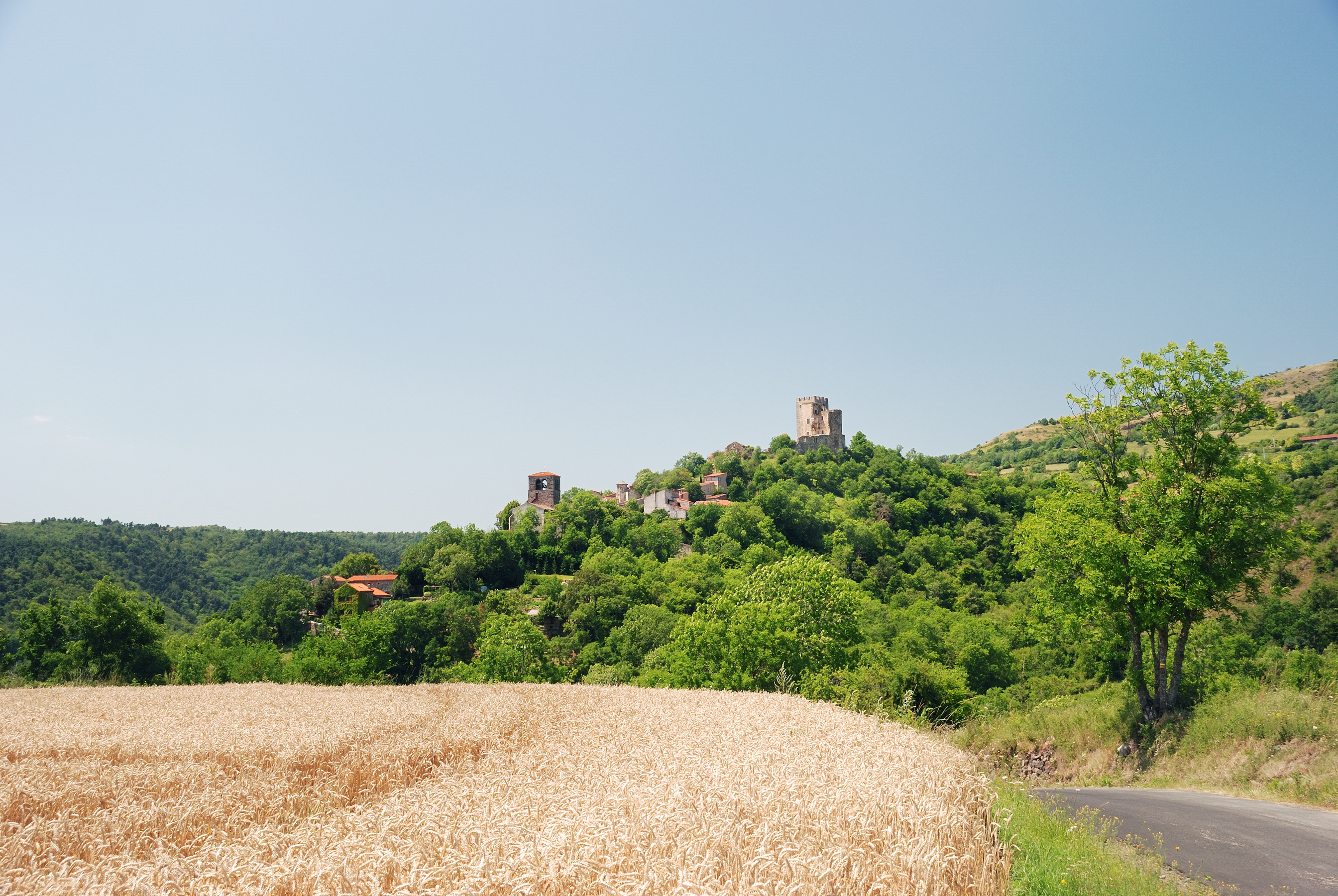
Montaigut-le-Blanc với tòa lâu đài

Montaigut-le-Blanc là một xã ở tỉnh Puy-de-Dôme trong vùng Auvergne-Rhône-Alpes miền trung nước Pháp. Xã này nằm ở khu vực có độ cao trung bình 500 mét trên mực nước biển.

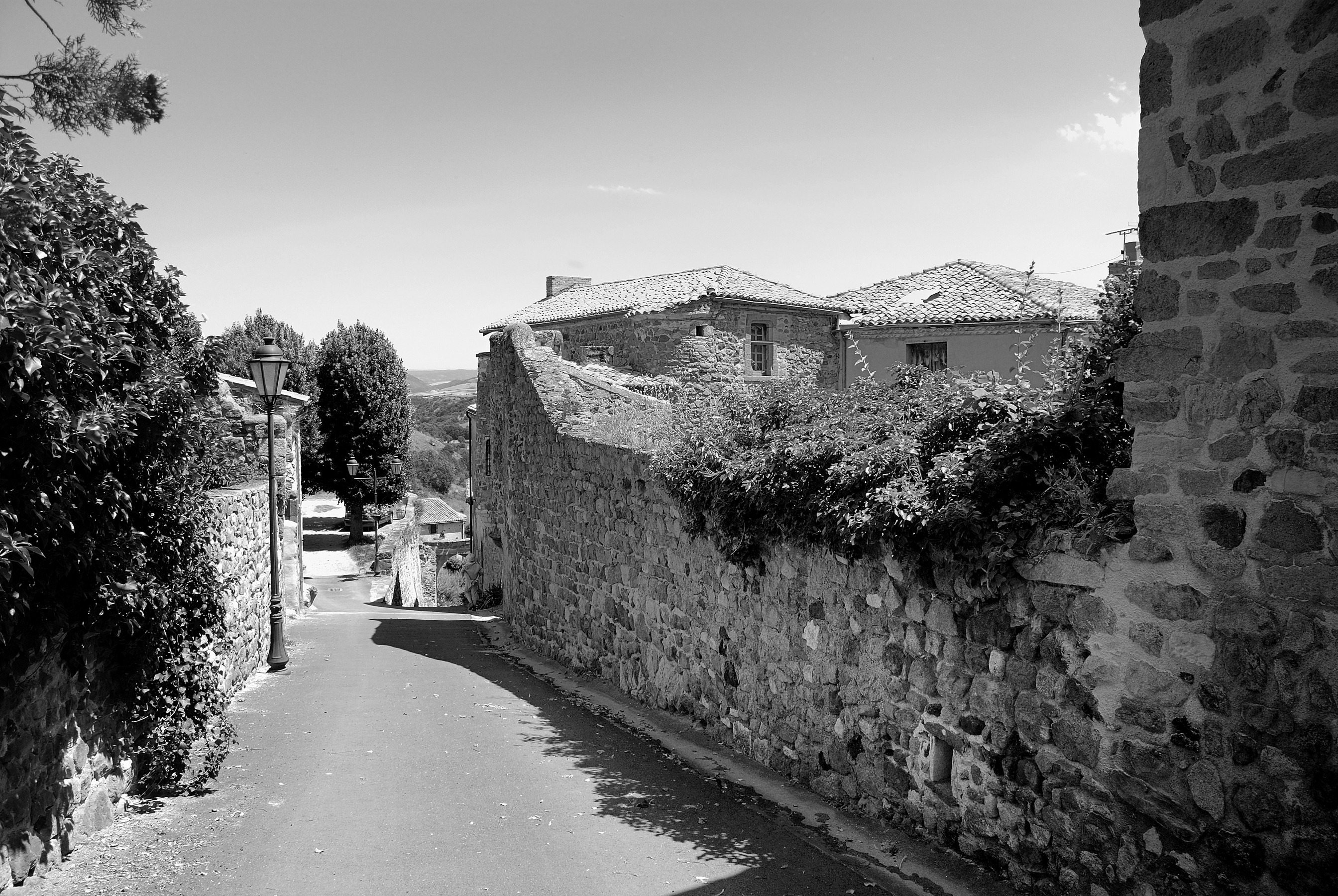
Một đường phố ở Montaigut-le-Blanc.